# Walter Gabathuler
Walter Gabathuler (* 20. Juni 1954; heimatberechtigt in Wartau) ist ein Schweizer Springreiter.

## Laufbahn
Gabathuler bestritt 1972 seine erste internationale Springprüfung. Zuvor hatte er als Praktikant und Bereiter ein Jahr im Stall Hans Günter Winkler verbracht. Seit 1984 ist er Inhaber eines Ausbildungs-, Reit- und Pferdepensionsbetriebs in Wallbach AG.
Sein erstes Championat in der Altersklasse der Reiter bestritt er bereits im Alter von 20 Jahren bei den Weltmeisterschaften in Hickstead. Ein Jahr später gewann er mit Butterfly bei der Europameisterschaft mit der Mannschaft die Silbermedaille und wurde Neunter der Einzelwertung. Seine beste Einzelplatzierung bei einem Championat erritt er bei der Europameisterschaft 1983, als er Vierter wurde. Bei diesem Championat gewann er zudem die Mannschaftsgoldmedaille.
Gabathuler nahm einmal an Olympischen Spielen teil, bei den Spielen in Seoul 1988. Herausstechend in seiner Karriere war zudem der Sieg bei den Schweizer Meisterschaften fünf Jahre in Folge – von 1975 bis 1979.
Nachdem er in den 90er Jahren den Anschluss an die Weltelite verloren hatte und auf tieferem Niveau weiter geritten war, konnte er im Jahr 2016 in Thomas Straumann einen neuen Mäzen gewinnen. Dieser unterstützt sein Comeback vorerst mit zwei Spitzenpferden und der Möglichkeit, mit einer Wild Card am 5*-Turnier von Basel teilzunehmen.
Im April 2017 war er mit Fine Fleur du Marais im Nationenpreis von Lummen am Start. Dies war seine erste Nationenpreisteilnahme seit 2005. Bisher bestritt Walter Gabathuler über 70 Nationenpreise für die Schweiz.

## Grösste Erfolge

### Championate
Olympische Sommerspiele
- 1988, Seoul: mit Jogger 7. Platz mit der Schweizer Mannschaft und 64. Platz in der Einzelwertung

Weltmeisterschaften
- 1974, Hickstead: mit Butterfly 16. Platz in der Einzelwertung (eine Mannschaftswertung gab es erst ab 1978)
- 1978, Aachen: mit Harley 7. Platz mit der Schweizer Mannschaft und 15. Platz in der Einzelwertung
- 1990, Stockholm (erste Weltreiterspiele): mit The Swan 7. Platz mit der Schweizer Mannschaft und 41. Platz in der Einzelwertung

Europameisterschaften
- 1975, München-Riem: mit Butterfly 2. Platz mit der Schweizer Mannschaft und 9. Platz in der Einzelwertung
- 1977, Wien: mit Harley 6. Platz mit der Schweizer Mannschaft und 21. Platz in der Einzelwertung
- 1979, Rotterdam: mit Harley 5. Platz mit der Schweizer Mannschaft und 7. Platz in der Einzelwertung
- 1981, München-Riem: mit Harley 2. Platz mit der Schweizer Mannschaft und 28. Platz in der Einzelwertung
- 1983, Hickstead: mit Beethoven II 1. Platz mit der Schweizer Mannschaft und 4. Platz in der Einzelwertung
- 1985, Dinard: mit The Swan 2. Platz mit der Schweizer Mannschaft und 20. Platz in der Einzelwertung
- 1987, St. Gallen: mit The Swan 3. Platz mit der Schweizer Mannschaft und 20. Platz in der Einzelwertung
- 1989, Rotterdam: mit The Swan 3. Platz mit der Schweizer Mannschaft und 12. Platz in der Einzelwertung

Schweizer Meisterschaften
- 1. Rang, 1975 mit Butterfly III
- 1. Rang, 1976 mit Harley
- 1. Rang, 1977 mit Harley
- 1. Rang, 1978 mit Harley
- 1. Rang, 1979 mit Harley